# Monte Loggio
Il Monte Loggio (o localmente la Zucca) è un rilievo montuoso dell'alto Appennino tosco-romagnolo (Appennino settentrionale).

## Geografia fisica
Rilievo montuoso (1.186 metri s.l.m.) situato al confine tra i comuni di Badia Tedalda (Ar) e Casteldelci (Rn), sovrastante la conca ove sorge Rofelle, antico centro nell'alto corso del Marecchia. Il crinale del Monte Loggio, divisorio tra Romagna e Toscana, composto anche dai vicini rilievi del Monte Faggiola e del Monte Montale, viene talvolta considerato parte del complesso dell'Alpe della Luna, dal quale lo divide però il corso del Marecchia. Geograficamente appare piuttosto come una propaggine del complesso del Monte Fumaiolo.
Il Monte Loggio è spartiacque tra il fiume Marecchia, rivolto a sud, le cui sorgenti si trovano non lontano, nei pressi di Pratieghi (comune di Badia Tedalda) e il torrente Senatello, rivolto a nord, principale affluente del Marecchia stesso e la cui sorgente si trova alle pendici del Monte Aquilone (comune di Casteldelci, provincia di Rimini), parte del complesso del Monte Fumaiolo.

## Geografia politica
Il versante sud del massiccio del Monte Loggio è situato in Toscana nel territorio comunale di Badia Tedalda, mentre il versante settentrionale si trova in Emilia-Romagna, nel territorio comunale di Casteldelci (Rimini).
Con i suoi 1.186 metri di altitudine, il Monte Loggio (o la Zucca) si erge in una posizione che domina buona parte dell'alta Valmarecchia, sebbene la visuale verso nord sia occlusa dal bosco, e sorpassa il vicino Poggio dei Tre Vescovi (parte dello stesso crinale del Monte Loggio), che fino al 15 agosto 2009, prima del passaggio di sette comuni della val Marecchia nella provincia di Rimini (Casteldelci, Pennabilli, Maiolo, Novafeltria, Sant'Agata Feltria, Talamello e San Leo), rappresentava il confine fra tre Regioni: Toscana, Emilia-Romagna e Marche. Ancora oggi il Poggio dei Tre Vescovi rappresenta il confine fra tre Diocesi.

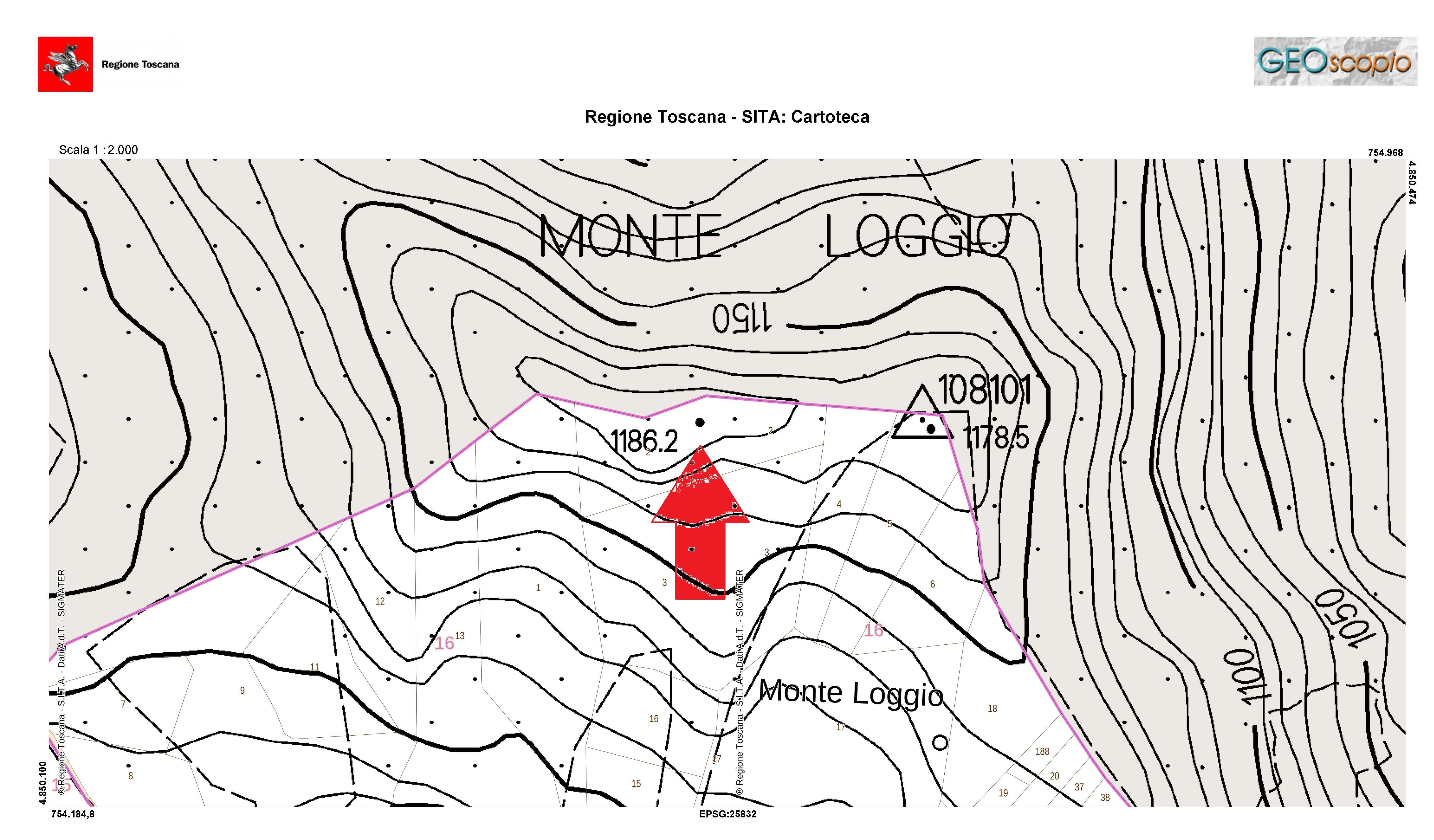
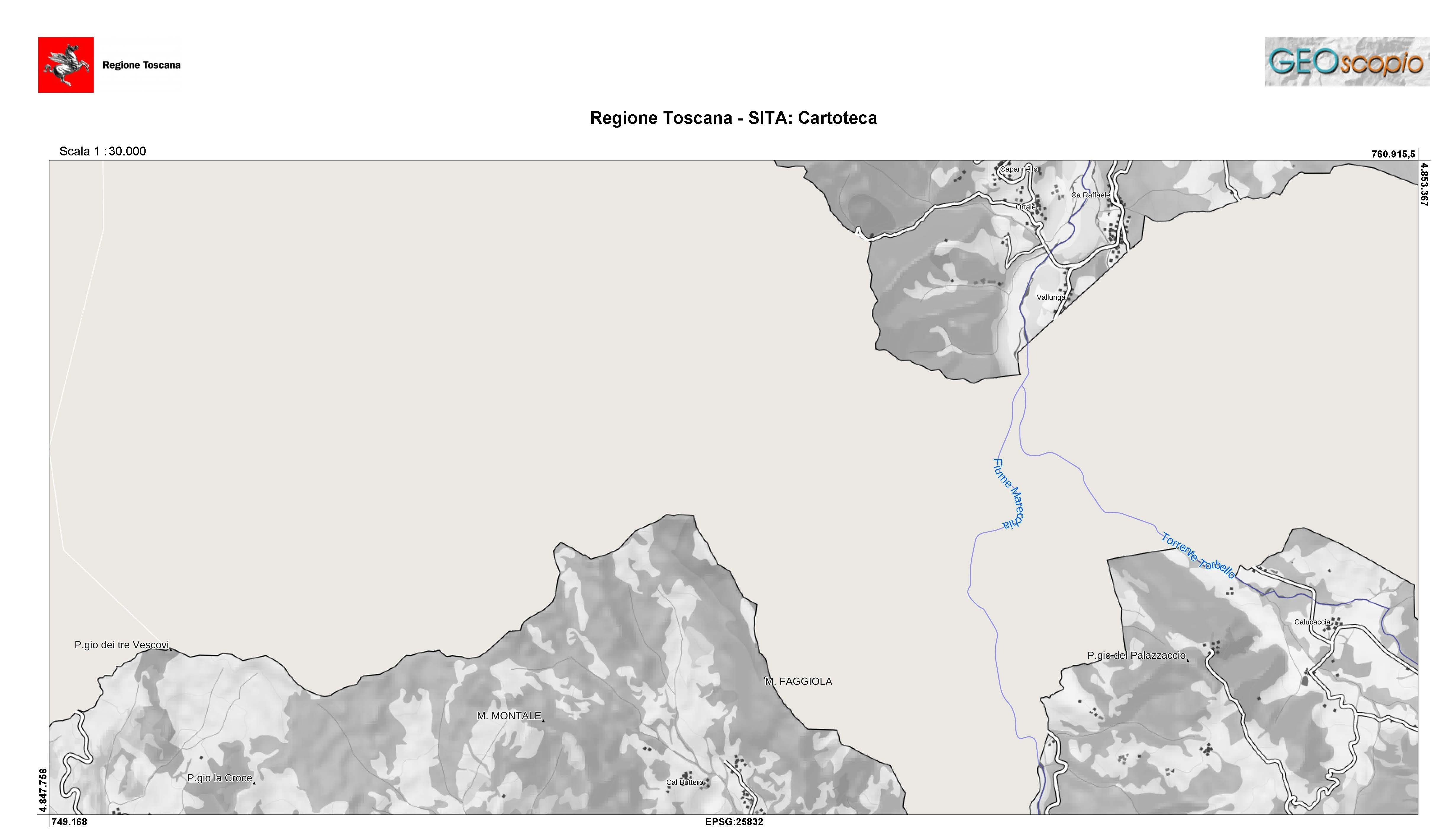
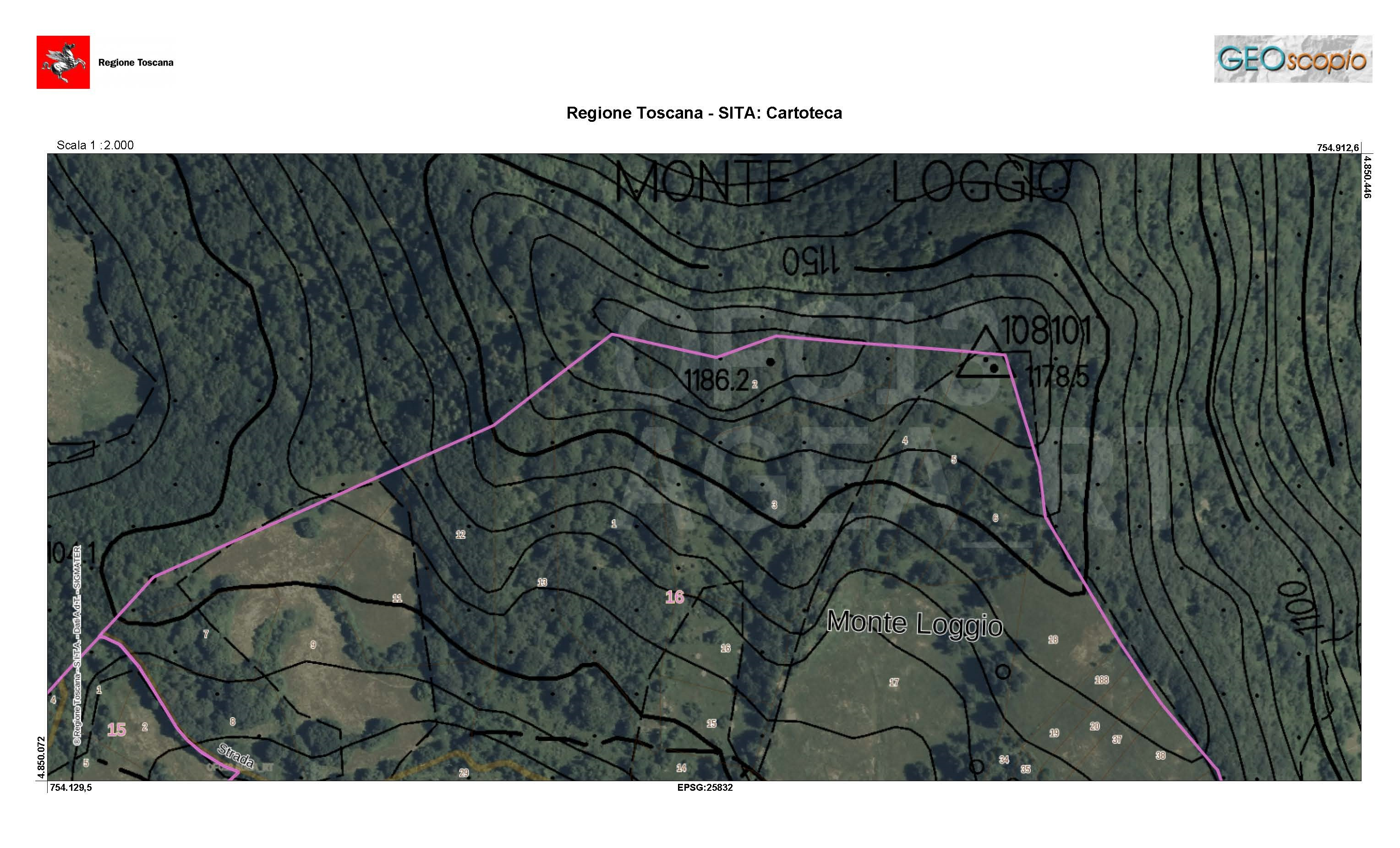